# Hartmannsdorf (Turingia)

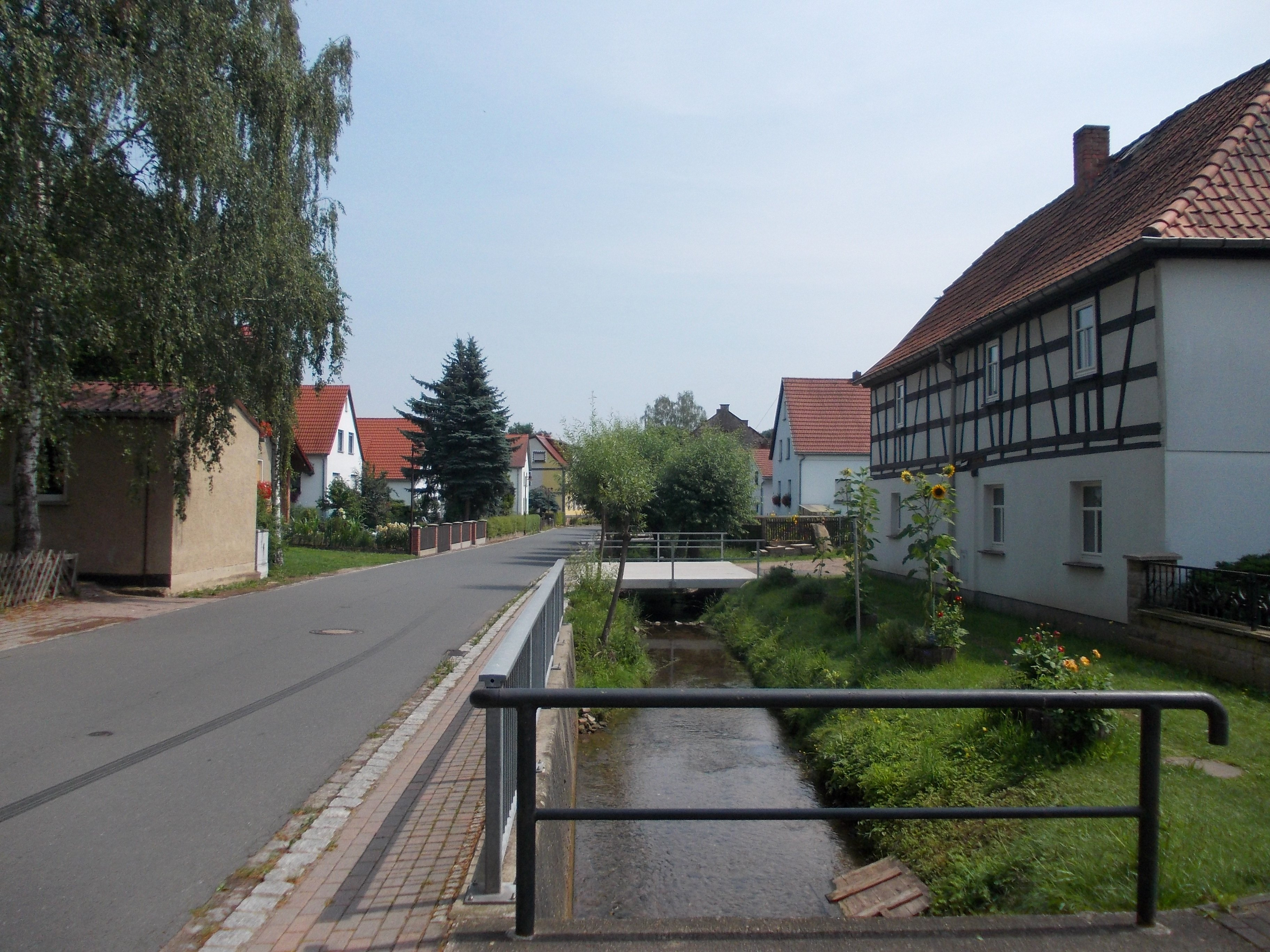
Hartmannsdorf

Hartmannsdorf es un municipio situado en el distrito de Greiz, en el estado federado de Turingia (Alemania). Tiene una población estimada, a finales de 2020, de 343 habitantes.
Está ubicado al noroeste de la ciudad de Gera, cerca de Bad Köstritz.